# Trupanea pekeloi
Trupanea pekeloi är en tvåvingeart som beskrevs av Hardy 1980. Trupanea pekeloi ingår i släktet Trupanea och familjen borrflugor. Inga underarter finns listade i Catalogue of Life.